# Mitrops noctivida
Mitrops noctivida är en insektsart som först beskrevs av Linnt 1758.  Mitrops noctivida ingår i släktet Mitrops och familjen Dictyopharidae. Inga underarter finns listade i Catalogue of Life.